# Dollard (ancienne circonscription fédérale)
Pour les articles homonymes, voir Dollard (homonymie).
Dollard est une ancienne circonscription fédérale du Québec, située sur l'île de Montréal, et représentée de 1953 à 1988.
La circonscription de Dollard fut créée en 1953 à partir des circonscriptions de Laval et de Mount Royal. Elle fut abolie en 1987 et redistribuée parmi les circonscriptions de Pierrefonds—Dollard et de Saint-Laurent (aujourd'hui Saint-Laurent—Cartierville).

## Géographie
En 1966, la circonscription comprenait:
- La cité de Saint-Laurent
- Les villes Dollard-Des Ormeaux et Roxboro
- Deux parties de la ville de Pierrefonds
- Une partie de la ville de Montréal, dans le quartier de Cartierville

Le territoire de la circonscription fut légèrement modifié en 1976.

## Députés
| Législature                                         | Années    | Député             | Député       | Parti                     |
| --------------------------------------------------- | --------- | ------------------ | ------------ | ------------------------- |
| Dollard issue de Laval et Mont-Royal                |           |                    |              |                           |
| 22e                                                 | 1953–1957 |                    | Guy Rouleau  | Libéral                   |
| 23e                                                 | 1957–1958 |                    | Guy Rouleau  | Libéral                   |
| 24e                                                 | 1958–1962 |                    | Guy Rouleau  | Libéral                   |
| 25e                                                 | 1962–1963 |                    | Guy Rouleau  | Libéral                   |
| 26e                                                 | 1963–1965 |                    | Guy Rouleau  | Libéral                   |
| 27e                                                 | 1965–1968 | Jean-Pierre Goyer  |              | Libéral                   |
| 28e                                                 | 1968–1972 | Jean-Pierre Goyer  |              | Libéral                   |
| 29e                                                 | 1972–1974 | Jean-Pierre Goyer  |              | Libéral                   |
| 30e                                                 | 1974–1979 | Jean-Pierre Goyer  |              | Libéral                   |
| 31e                                                 | 1979–1980 | Louis R. Desmarais |              | Libéral                   |
| 32e                                                 | 1980–1984 | Louis R. Desmarais |              | Libéral                   |
| 33e                                                 | 1984–1988 |                    | Gerry Weiner | Progressiste-conservateur |
| Dissoute parmi Pierrefonds—Dollard et Saint-Laurent |           |                    |              |                           |